# Vinkovački Banovci
Vinkovački Banovci je naselje u Republici Hrvatskoj, u sastavu Općine Nijemci, Vukovarsko-srijemska županija. 

## Stanovništvo
Prema popisu stanovništva iz 2001. godine, naselje je imalo 194 stanovnika te 71 obiteljskih kućanstava.

Prema popisu staovništva 2011. godine naselje je imalo 169 stanovnika.
| broj stanovnika | 124   | 133   | 121   | 182   | 221   | 241   | 275   | 351   | 301   | 304   | 306   | 305   | 266   | 255   | 194   | 169   | 117   |
|                 | 1857. | 1869. | 1880. | 1890. | 1900. | 1910. | 1921. | 1931. | 1948. | 1953. | 1961. | 1971. | 1981. | 1991. | 2001. | 2011. | 2021. |

## Obrazovanje
Osnovna škola u mjestu je namijenjena za niže razrede.

## Šport
U naselju je do 1991. godine i od 1994. do 2000. godine postojao nogometni klub BSK (Banovački sportski klub)